# Касуел (окръг, Северна Каролина)
Окръг Касуел (на английски: Caswell County) е окръг в щата Северна Каролина, Съединени американски щати. Площта му е 1109 km², а населението – 22 910 души (2016). Административен център е град Йансивил.